# Municipio de Trenton (Ohio)
El municipio de Trenton (en inglés: Trenton Township) es un municipio ubicado en el condado de Delaware en el estado estadounidense de Ohio. En el año 2010 tenía una población de 2190 habitantes y una densidad poblacional de 31,84 personas por km².

## Geografía
El municipio de Trenton se encuentra ubicado en las coordenadas 40°14′15″N 82°48′2″O / 40.23750, -82.80056. Según la Oficina del Censo de los Estados Unidos, el municipio tiene una superficie total de 68.78 km², de la cual 68,58 km² corresponden a tierra firme y (0,29 %) 0,2 km² es agua.

## Demografía
Según el censo de 2010, había 2190 personas residiendo en el municipio de Trenton. La densidad de población era de 31,84 hab./km². De los 2190 habitantes, el municipio de Trenton estaba compuesto por el 97,31 % blancos, el 1,14 % eran afroamericanos, el 0,05 % eran amerindios, el 0,32 % eran asiáticos, el 0,18 % eran de otras razas y el 1 % eran de una mezcla de razas. Del total de la población el 0,82 % eran hispanos o latinos de cualquier raza.